# 中野克彦
中野 克彦（なかの　かつひこ）は、構造工学、鉄筋コンクリート構造の研究者、新潟工科大学工学部准教授。学位は、工学博士。
富山県富山市出身。東京理科大学卒。（株）泉創建エンジニアリング、東京理科大学助手、講師を経て平成15年新潟工科大学助教授就任。

## 研究課題
- 鉄筋コンクリート構造物の安全確保と高性能化に関する研究

## 主な著作・編著・共著・監修
- 「高強度人工軽量骨材コンクリートを用いた建築物の設計と施工（日本建築学会刊）」
- 「連続繊維補強コンクリート系構造設計施工指針案（日本建築学会刊）」
- 「既存鉄筋コンクリート造建築物の外側耐震改修マニュアル（日本建築防災協会刊）」

## 主な受賞
- 1993年、2001年日本コンクリート工学講演会優秀講演賞